# Шангжао
Шангжао (上饶) град је Кини у покрајини Ђангси. Према процени из 2009. у граду је живело 390.986 становника.

## Становништво
Према процени, у граду је 2009. живело 390.986 становника.
| 1990.   | 2000.   | 2009    |
| ------- | ------- | ------- |
| 124.168 | 246.955 | 390.986 |